# Миндоро
Миндо́ро (таг. и англ. Mindoro (от исп. Mina de Oro — золотая шахта)) — седьмой по величине остров Филиппинского архипелага, принадлежащий республике Филиппины.
Миндоро известен как один из важнейших сельскохозяйственных и горнодобывающих регионов страны. Название острова связано с его богатой историей добычи полезных ископаемых, в первую очередь золота, никеля и меди.

## География

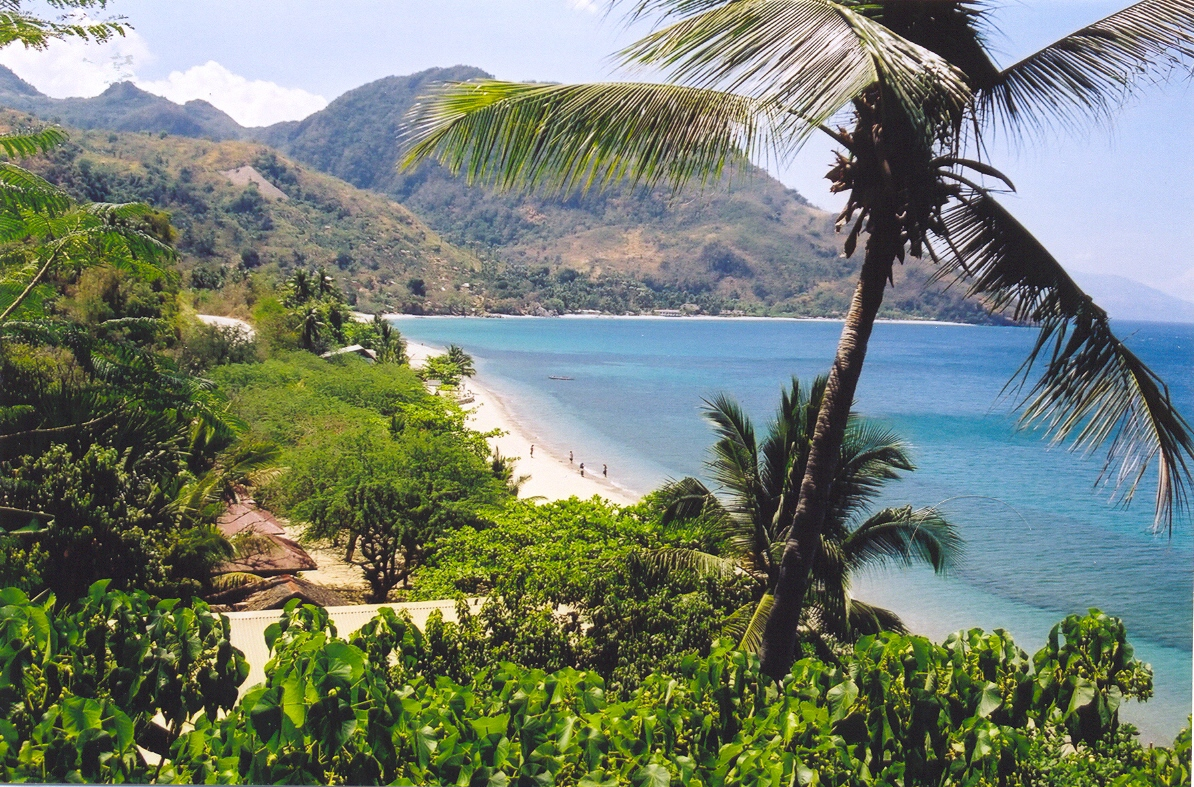
Пляж на севере Миндоро неподалёку от Сабанга

Площадь — 10 571,8 км². Расположен к югу от острова Лусон. Отделён от него проливом Верде. Входит в островную группу Лусон. Крайняя западная точка Миндоро — мыс Калавите, его координаты — 12,5° с. ш., 120,5° в. д. От соседних островов на востоке отделён проливом Таблас, на западе (Каламианские острова) — проливом Миндоро.
Рельеф преимущественно горный. Выделяется два массива: один на северо-западе, высшая точка — гора Алькон, 2586 м, второй в центре, высшая точка — гора Бако, 2488 м. Горы сложены гранитами, диоритами, сланцами, осадочными породами. У берегов — холмистые равнины. В северо-восточной части расположено крупное озеро — Наухан. Реки все мелкие. На острове расположен крупнейший национальный парк Филиппин — Маунтс-Иглит — Бако.
Климат острова — субэкваториальный муссонный. Выделяется два сезона, летом и осенью — влажный, зимой и весной — сухой. На склонах растут влажные тропические и муссонные леса, вдоль побережий встречаются мангровые леса. Тайфуны, характерные для региона ЮВА, до острова в основном доходят в виде остаточных циклонов.
Коренное население острова — мангианы. Эта группа состоит из восьми народов, проживающих в джунглях горных районов острова и ведущих традиционный образ жизни — собирательство, рыболовство, охота, сельское хозяйство.
На северном побережье острова расположен популярный туристический центр — Пуэрто-Галера, признанный ЮНЕСКО морским биосферным резерватом. Это одно из самых посещаемых мест на Филиппинах для дайвинга, пляжного отдыха и экотуризма.

## Административное деление
Остров разделён на две провинции: Западный Миндоро (452 971 чел.) и Восточный Миндоро (785 602 чел.), административные центры которых соответственно — Мамбурао и Калапан. Кроме этого на острове есть ещё ряд мелких городов, население которых не превышает 10 000 человек. Население острова составляет 1 238 573 человек (2010 год).
На острове также расположены несколько мелких городов и муниципалитетов, большинство из которых имеют население менее 10 000 человек. Город Калапан, будучи региональным центром Восточного Миндоро, представляет собой крупнейший урбанистический узел острова. Он служит важным транспортным и экономическим узлом, соединяющим Миндоро с островом Лусон через порт Батангас.
Западная часть острова в целом более слабо урбанизирована и характеризуется меньшей плотностью населения, более сельским укладом жизни и преобладанием аграрной экономики. Восточная часть — более развитая в плане инфраструктуры, туризма и доступа к медицинским и образовательным учреждениям. Именно здесь сосредоточены основные дороги, учреждения здравоохранения, университеты и туристические объекты.

## Экономика
Прибрежные равнины Миндоро активно возделываются местным населением. Основу аграрного сектора составляют такие культуры, как рис, сахарный тростник, кокосовая пальма. Помимо растениеводства, важную роль играют животноводство и мелкие фермерские хозяйства, особенно на северо-востоке острова.
Минеральные ресурсы острова представлены значительными месторождениями никеля и золота. Добыча ведётся как открытым способом, так и в шахтах, с участием как крупных национальных, так и зарубежных компаний. Горнодобывающая промышленность вносит весомый вклад в экономику региона, однако вызывает обеспокоенность экологов из-за потенциального воздействия на окружающую среду и водные ресурсы.
В прибрежных водах острова процветает рыболовство — как традиционное, с использованием небольших лодок и сетей, так и коммерческое, ориентированное на экспорт.
Особое значение в последние десятилетия приобрёл туризм. На севере острова, особенно в районах Пуэрто-Галера и Сабанга, активно развивается инфраструктура, ориентированная на приём туристов. Этот регион стал одним из главных центров дайвинга и снорклинга в стране: здесь насчитывается более 30 сертифицированных дайв-сайтов, включая Coral Garden, Hole in the Wall, The Canyons и другие. Туристическая отрасль способствует развитию смежных секторов: гостиничного бизнеса, транспорта, общественного питания и сферы развлечений.
Наряду с этим развивается экотуризм: экскурсии на водопады, пешие маршруты по джунглям, наблюдение за дикой природой и участие в проектах по сохранению коралловых рифов.

## Окружающая среда
Горнодобывающая деятельность на острове Миндоро представляет серьёзную угрозу для его экологии. Местные и международные горнодобывающие компании стремятся получить доступ к богатым залежам никеля, пренебрегая при этом сохранением окружающей среды. Норвежская компания Intex Resources предпринимала попытки начать разработку никелевых месторождений, однако столкнулась с противодействием со стороны местных сообществ и организаций, защищающих права коренных народов.
Несмотря на это, мелкомасштабные как легальные, так и нелегальные горнодобывающие операции продолжают наносить ущерб экосистеме острова. Отсутствие надлежащего контроля и правоприменения со стороны местных властей способствует дальнейшей деградации окружающей среды.

## Фауна
Миндоро является единственным местом обитания тамарау, или карликового буйвола (Bubalus mindorensis), эндемичного для острова. Этот вид находится под угрозой исчезновения и включён в Красный список Международного союза охраны природы (IUCN) как критически исчезающий.